# Vampirates. Marea di terrore
Vampirates. Marea di terrore è un romanzo del 2007 di Justin Somper, seguito di Vampirates. I demoni dell'oceano , ed è stato pubblicato in Italia dalla casa editrice Arnoldo Mondadori Editore.

## Trama
I gemelli Grace e Connor viaggiano insieme sul famigerato vascello pirata El Diablo quando il destino li attende a un bivio. Grace, infatti, sente la mancanza dei vampirates che l'hanno salvata dal naufragio e pensa di doversi nuovamente unire a loro. Connor, invece, pur essendo consapevole dei pensieri della sorella, sa che il suo obiettivo è diverso: diventare un giorno un grande capitano pirata. Così, tra colpi di scena e combattimenti a fil di spada, le strade dei due fratelli si dividono di nuovo.